# Autoridade de Jesus questionada

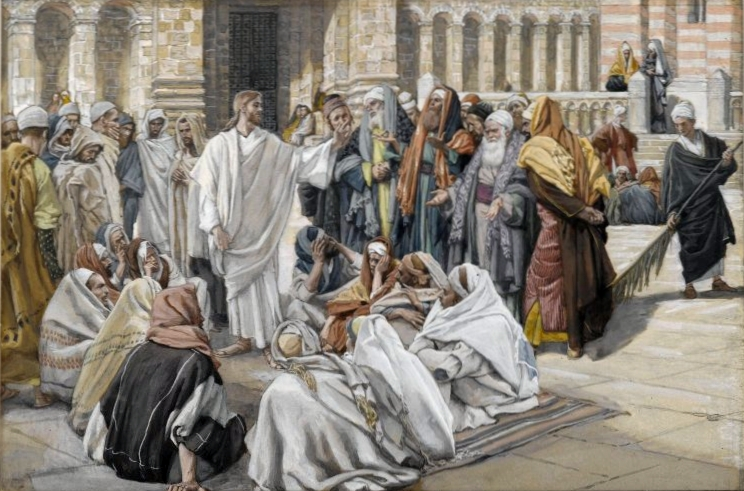
Os fariseus questionam Jesus, por James Tissot.

A Autoridade de Jesus questionada é um episódio da vida de Jesus que aparece nos três evangelhos sinóticos, em Mateus 21:23–27, Marcos 11:27–33 e Lucas 20:1–8.

## Narrativa bíblica
De acordo com o Evangelho de Mateus:
| “ | «Tendo Jesus entrado no templo, quando estava ensinando, vieram a ele os principais sacerdotes e os anciãos do povo, perguntando: Com que autoridade fazes estas coisas? Quem te deu tal autoridade? Respondeu-lhes Jesus: Também eu vos farei uma só pergunta; se me responderdes, então vos direi com que autoridade faço estas coisas. Donde era o batismo de João? Do céu ou dos homens? Eles discorriam entre si: Se dissermos: Do céu, dir-nos-á: Por que, então, não lhe destes crédito? Mas se dissermos: Dos homens, tememos o povo; porque todos consideram João como profeta. Responderam a Jesus: Não sabemos. Ele por sua vez lhes declarou: Nem eu vos digo com que autoridade faço estas coisas.» (Mateus 21:23–27) | ” |

Nos três evangelhos, este episódio ocorre logo após a segunda limpeza do Templo.